# Ray-Ban

Logo

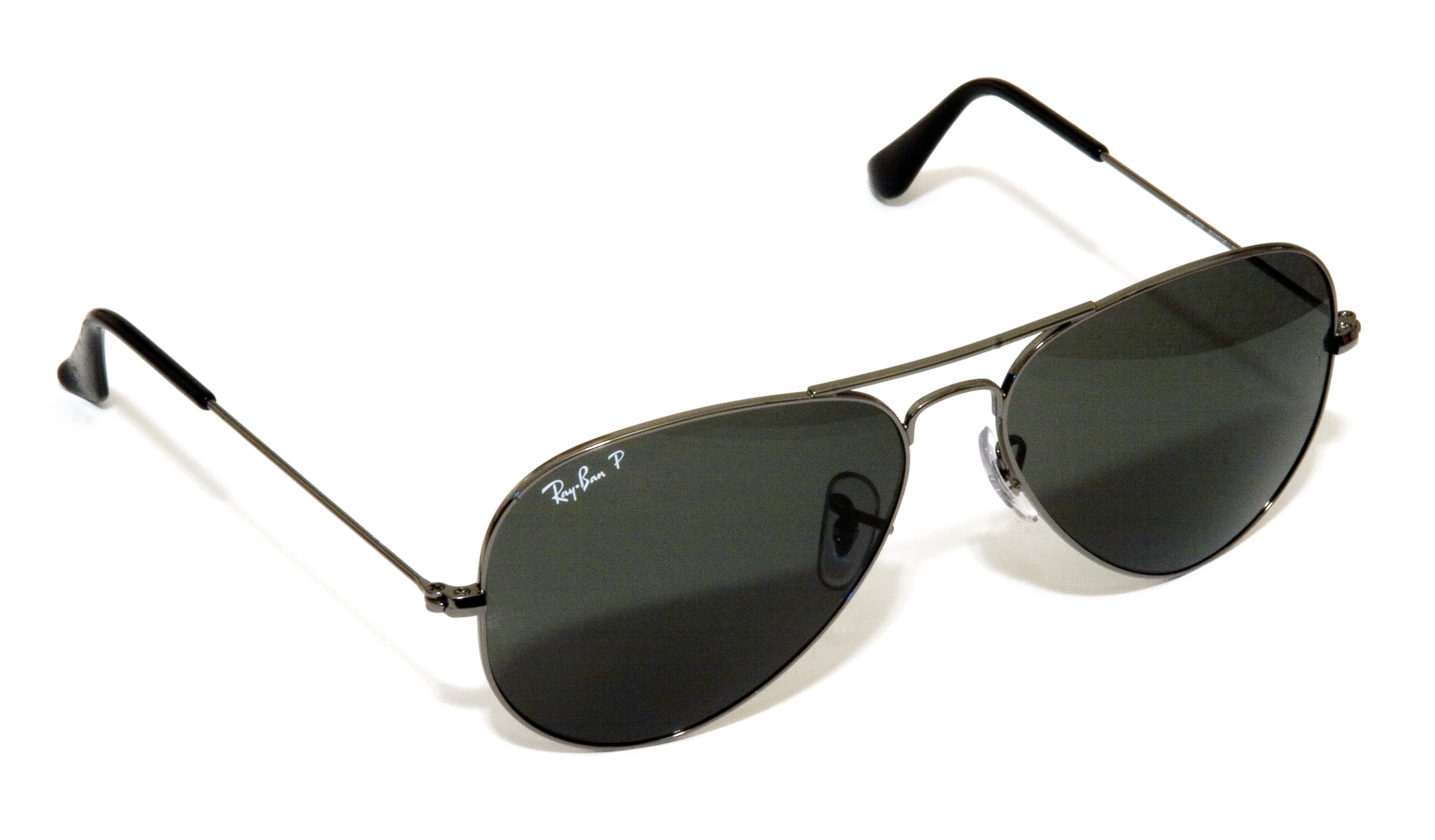
Ray-Ban Aviator

Ray-Ban (deutsch: Strahlenschutz) ist eine Sonnen- und Korrektionsbrillenmarke. Sie wurde 1937 als Tochterfirma von Bausch & Lomb, einem Hersteller medizinisch-optischer Geräte mit Beteiligung des United States Army Air Corps (USAAC), gegründet. Der erste Prototyp Anti-Glare wurde am 7. Mai 1937 zum Patent angemeldet. 1999 verkaufte Bausch & Lomb die Marke für 640 Millionen US-Dollar an die italienische Luxottica-Gruppe.

## Geschichte
Die Geschichte reicht bis in die 1920er-Jahre zurück. Zu dieser Zeit wurde es möglich, mit Flugzeugen immer höher zu fliegen. Viele Piloten der US-Armee berichteten, dass ihnen das Blenden der Sonne Kopfschmerzen und Übelkeit bereite. 1929 beauftragte Generalleutnant John MacCready den in Rochester, New York, ansässigen Hersteller von medizinisch-optischen Geräten Bausch & Lomb mit der Entwicklung einer Fliegerbrille, die Übelkeit und Kopfschmerzen lindern solle, die durch das intensive Blau des Himmels und der Sonnenstrahlung hervorgerufen wurden. Im Jahr 1936 entstand ein erster Prototyp, genannt Anti-Glare, welcher ein Plastikgestell und grüne Gläser hatte. Im Jahr 1937 wurde dieser Prototyp überarbeitet und bekam ein Metallgestell (Ray-Ban Aviator). Am 7. Mai 1937 bekam Bausch & Lomb das Patent zugesprochen.
1939 wurde das Produktspektrum um die Outdoorsman erweitert, eine abgewandelte Form der Aviator für den Einsatz außerhalb des Flugzeugs. Diese Brille hatte einen Sweat Bar – einen Bügel, welcher das Laufen von Schweiß in die Augen verhindern sollte. 1952 folgte die Wayfarer, welche ab 1953 mit den zum Standard werden sollenden G-15-Gläsern ausgestattet war. Diese bestehen aus mineralischem Glas und sind thermisch gehärtet. Sie haben eine grün-graue Färbung mit 15 % Lichtdurchlässigkeit. Es folgten weitere Modelle, unter anderem die Olympian 1965 und die Olympian II. In den 1990er-Jahren kamen mehrere Modelle auf den Markt, welche die Probleme von Bausch & Lomb jedoch nicht aufhalten konnten. Konkurrenz wie Oakley wurde besonders in der jüngeren Käuferschicht beliebter, sodass Ray-Ban 1999 schließlich für 640 Millionen US-Dollar an Luxottica verkauft wurde. Luxottica führt die Marke Ray-Ban weiterhin fort.

## Erkennungsmerkmale
Originale Bausch & Lomb-U.S.A.-Ray-Ban-Brillen besitzen einige charakteristische Merkmale. Die Linsen sind aus Mineralglas. Erst ab 1977 begann B&L damit, in jedem Brillenglas am Rand ein kleines BL einzuätzen/gravieren, zusätzlich dazu ist seit 1982/83 auf dem rechten Brillenglas der Schriftzug Ray-Ban aufgedruckt. Das BL findet sich meistens auch auf den Nasenpads wieder. Auf dem Steg zwischen den Brillengläsern findet sich B&L RAY-BAN U.S.A., in der Langform Bausch & Lomb RAY-BAN U.S.A. ist dies auch auf der Innenseite des rechten Bügels aufgedruckt. Der linke Bügel ist innen oft, aber nicht immer, mit der Modellnummer versehen. Beim Modell Wayfarer befindet sich die Modellnummer auf dem Gestell innen über dem rechten Brillenglas, außerdem wurde bei diesem Modell erst mit der Einführung der Wayfarer-II-Sonnenbrille der Schriftzug RayBan auf das rechte Brillenglas gedruckt. Bei diesen alten Bausch&Lomb-Modellen befindet sich die Typenbezeichnung in der Regel innen auf einem der beiden Ohrbügel.
Die neueren Luxottica-Versionen der Ray-Ban-Brillen besitzen etwas andere charakteristische Merkmale. So ist nur noch im linken Brillenglas statt „BL“ ein „RB“ eingraviert. Zwischen den beiden Gläsern steht auch nur noch der Markenname „Ray-Ban“. Am rechten Bügel steht zuerst der Markenname und daneben „Made in Italy“. Auf dem linken Bügel stehen die Modellbezeichnung und die Modellnummer.
Des Weiteren gibt es weitere Symbole und Buchstaben, die auf das rechte Brillenglas gedruckt bzw. in den linken Bügel geschrieben wurden. So bedeutet ein Diamant auf dem rechten Brillenglas, dass die Gläser besonders beschichtet wurden und kratzfest wie ein Diamant sind.

## Smartglasses
Zusammen mit der kalifornischen Firma Meta hat Ray-Ban 2021 eine smarte Brille lanciert, welche fotografieren und filmen kann. Damit soll getestet werden, ob Menschen es akzeptieren, überall gefilmt zu werden.

## Einzug in die Kultur
Ray-Ban-Sonnenbrillen fanden Einzug in einige Kinofilme, bekannte Beispiele sind die Wayfarer in Blues Brothers und der Fernsehserie Miami Vice, die Aviator in Top Gun oder die Clubmaster in Rainman und Malcolm X.